# Distrito de Cléveris

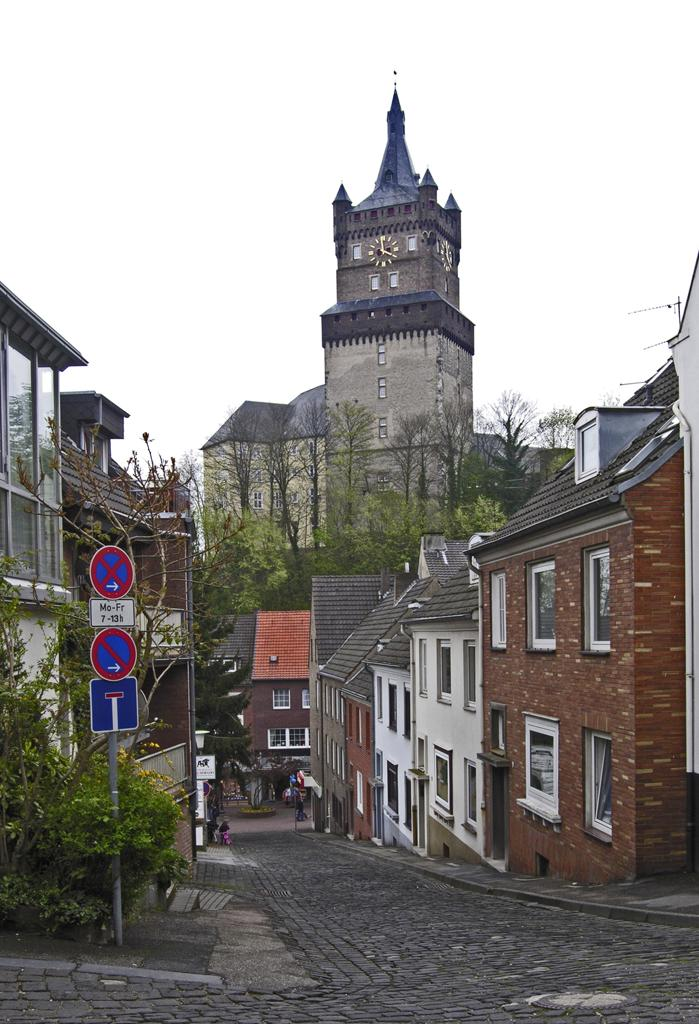
Cléveris, Schwanenburg.

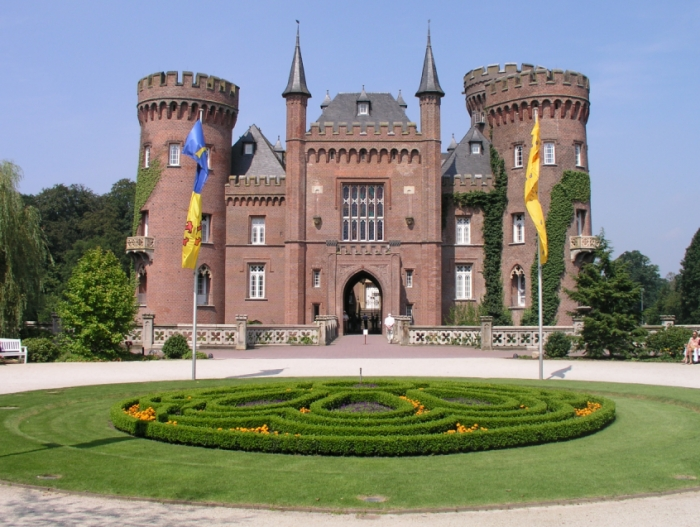
Schloss Moyland.

El distrito de Cléveris (en alemán: Kreis Kleve) es un distrito de Alemania que se ubica en Niederrhein al noroeste del estado federado de Renania del Norte-Westfalia. El distrito pertenece al región de Düsseldorf y posee como capital la ciudad de Cléveris (Kleve).

## Geografía
Parte del territorio del distrito pertenece al parque natural Maas-Schwalm-Nette. En el territorio del distrito se encuentran numerosos búnkeres aún sin destruir de la línea Sigfrido (Westwalles). El distrito de Cléveris limita del norte la provincia Gelderland (NL), al noroeste limita con el distrito de Borken, al este con el distrito de Wesel, al sur con el distrito de Viersen así como al oeste con la provincia Limburgo (NL).

## Composición del distrito
El distrito de Cléveris se compone de 16 municipios, entre las cuales hay 6 ciudades.
| Municipios - Bedburg-Hau 12 926 habitantes - Issum 12 172 habitantes - Kalkar 14 076 habitantes - Kerken 12 830 habitantes - Kranenburg 9845 habitantes - Rheurdt 6651 habitantes - Straelen 15 580 habitantes - Uedem 8458 habitantes - Wachtendonk 7841 habitantes - Weeze 10 296 habitantes | Ciudades - Emmerich am Rhein 29 520 habitantes - Geldern 34 035 habitantes - Goch 33 948 habitantes - Kevelaer 27 867 habitantes - Cléveris (Kleve) 49 099 habitantes - Rees 22 559 habitantes |

Estatus: 31 de diciembre de 2005 